# Alexander Bilabel

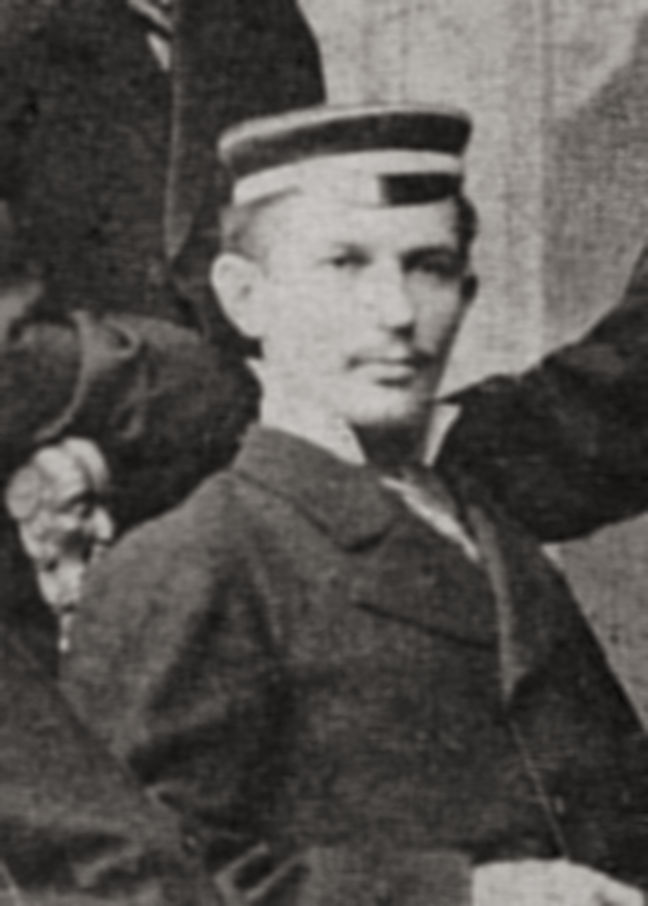
Alexander Bilabel

Alexander Bilabel (* 12. Dezember 1856 in Hainfeld (Pfalz); † 2. Mai 1935 in München) war ein deutscher Jurist und Richter. 

## Leben
Bilabels Vater war Bauingenieur bei den Pfälzischen Eisenbahnen und der Anatolischen Eisenbahn.
Alexander Bilabel besuchte das Gymnasium am Kaiserdom. Nach dem Abitur studierte er an der Ludwig-Maximilians-Universität München Rechtswissenschaft. Am 12. Juli 1876 wurde er im Corps Suevia München recipiert. Er war hochbegabt und übertraf an Reife alle Altersgenossen. Sehr sprachgewandt, wurde er schon in seinem 3. Semester zum Senior gewählt, obwohl alle Corpsburschen älter waren als er. In dieses Semester fiel die denkwürdige PP-Suite gegen das Corps Rhenania Würzburg, die in Erlangen ausgefochten wurde. Zu Bilabels Abgangsexamen im Oktober 1879 bemerkte der alte Alois Brinz, er habe sich gefreut, dass ein Schwabensenior auch einmal etwas gewusst habe. Nach dem Vorbereitungsdienst begann Bilabel seine Laufbahn 1884 als 3. Staatsanwalt am Landgericht Augsburg. Anschließend war er Amtsrichter in Illertissen und Friedberg (Bayern). In Friedberg heiratete er 1886 Katharina Edle von Ruef. Als II. Staatsanwalt, Landgerichtsrat und Rat am Oberlandesgericht kehrte er nach Augsburg zurück. 1910 kam er in die Pfalz. Er war vom 16. April 1910 bis zum 31. Juli 1919 Oberstaatsanwalt am Oberlandesgericht Zweibrücken. Danach war er vom 1. August 1919 bis zu, 31. Dezember 1926 Präsident des Oberlandesgerichts Zweibrücken. Seine Ernennung zum Gerichtspräsidenten wurde bis zum 30. April 1920 durch die französische Besatzungsmacht jedoch nicht anerkannt.
Bilabels Familie wohnte in Kaiserslautern. „Während der Besatzungszeit zeigte er sich als besonders aufrechter Deutscher.“ Zum 1. Januar 1927 trat er in den Ruhestand. Nach langer Wohnungssuche zog er 1928 nach München.
Im Alter von 78 Jahren gestorben, ist Alexander Bilabel auf dem Münchener Nordfriedhof beerdigt. Die Münchner Neueste Nachrichten erinnerte am 4. Mai 1935 an seine Bedeutung für die Pfalz. Seiner Ehe entstammen zwei Kinder. Der Sohn Friedrich Bilabel war Papyrologe und fiel 1945 bei Nördlingen.